# الظهير البربري

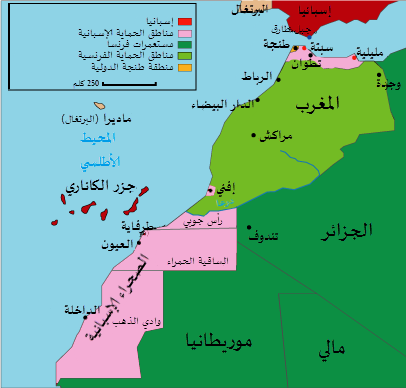
الحماية الثلاثية على المغرب (1912 - 1956)

الوثيقة المعروفة باسم الظهير البربري، واسمها الأصلي الظهير المنظم لسير العدالة في المناطق ذات الأعراف البربرية والتي لا توجد بها محاكم شرعية، هي ظهير أصدره الاحتلال الفرنسي للمغرب يوم 16 مايو 1930، ونص هذا الظهير على جعل سير العدالة في بعض المناطق خارج سيطرة المخزن المباشرة (المعروفة تاريخيا باسم بلاد السيبة) حيث هي مناطق جبلية أكثر وعورة ويتكلمون باللغات الأمازيغية ولم تكن الشريعة الإسلامية تنطبق هناك آنذاك أصلا، تحت سلطة محاكم عرفية تستند إلى قوانين وأعراف أمازيغية محلية، وكانوا يعترفون بالسلطان فقط روحيا، فيما تبقى المناطق المخزنية السلطانية (بلاد المخزن، مثل فاس والرباط ومراكش وطنجة ومكناس وسوس ووجدة وتطوان) تحت سلطة قضاء حكومة المخزن والسلطان المغربي، وفق ما كان الأمر عليه قبل الغزو الفرنسي للمغرب.
كانت هذه الوثيقة وقعها المقيم العام الفرنسي في 17 ذو الحجة 1340 هـ / 16 مايو 1930، حتى أنه اقتنع بأطروحة الحركة الوطنية التي اعتبرت الظهير خطوة خطيرة قد تؤدي إلى تشديد التداخل الاستعماري وتقسيم البلاد. ألغي الظهير إثر الضغوط من فصائل من الحركة الوطنية القومية والحركات الإسلامية المتأثرة بأفكار الوحدة العربية، اعتبرت «الظهير البربري» تهديدا لتحقيق الحكم العربي والشريعة الإسلامية.
كان غرض سلطات الإقامة الفرنسية الاستيلاء على أراضي وممتلكات القبائل الأمازيغية تحت راية القانون [بحاجة لمصدر].
ظهير 16 ماي 1930 جاء بعد ظهير 1914 الذي هم التحفيظ العقاري، حيث قامت الإقامة الفرنسية بنزع أراضي القبائل الأمازيغية الخاضعة للعرف والمستغلة بشكل جماعي. وبالرغم من الأثر الكبير لهذا الظهير (نزع ملكية الأراضي بشكل واسع) فإنه لم يخلق ضجة خلافا لظهير 16 ماي 1930 

## الجدل
وقد عارض الوطنيون المغاربة حينذاك هذا الظهير ونعتوه بـ«الظهير اليسيري» وقاموا بقراءة اللطيف في المساجد ضد ما يرونه «تفرقة» بينهم وبين الأمازيغ، واعتبروا أن هذا الظهير جاء ليحول الأمازيغ إلى المسيحية؛ كما اعتبروا هذا الظهير خطوة استعمارية للفصل بين العرب والأمازيغ في المغرب وذلك لمواجهة المقاومة المتنامية. وإذا كان البعض يعتبر هذا الظهير مرتبطا بميدان العدالة والقانون لأنه يعيد الاعتبار للقانون العرفي الأمازيغي؛ فإن الحقيقة التاريخية تؤكد أن السياسة الاستعمارية كانت قائمة على النظرية الانقسامية؛ التي تقسم المغرب إلى بلاد السيبة وبلاد المخزن؛ وهي نظرية عمل الكثير من المؤرخين على دحضها من أهمهم المؤرخ المغربي عبد الله العروي. ومن منطلق هذه النظرية الاستعمارية انطلقت فرنسا من منطلق سياسة (فرق تسد) التي تحكمت في السياسة الاستعمارية؛ وهذا المنطلق هو الذي دخل المستعمر إلى الفصل بين مكونات الشعب المغربي لتحقيق الاستفراد بكل مكون لأنه كان يخاف من وحدة المغاربة؛ التي تعتبر سلاحا عاتيا لتكسير شوكته وما زال هذا الظهير محط جدل حاد إلى اليوم بين الحركة الأمازيغية وبين المثقفين ذوي التوجهات العربية.

## الخلفية التاريخية
سبب الضجة التي أثارها صدور الظهير البربري هو صدوره في مرحلة كان النضال الوطني ضد المستعمر قد وصل أوجه وبدأت المعالم الأولى لانفراج الغمة الاستعمارية على المغرب، ففي 11 سبتمبر 1914 ظهرت الصياغة الأولى للظهير على يد مجموعة من المتخصصين في شؤون بربر الأطلس الكبير والأطلس المتوسط، مثل موريس لو غلاي ومجموعة من الأساتذة المعادين للقومية العربية والإسلام العقائدي وبالتعاون مع أسقف الرباط. كان الغرض من هذا الظهير هو الاعتراف بنظم العدالة البربرية، واستقلال قبائل البربر عن القانون العربي والحضري والإسلامي. كانت القبائل البربرية تتبع مجموعة قوانينها الخاصة وكان يُسمح لها بالعمل والتطور بشكل مستقل لعدة قرون، وكانوا قادرين على انتخاب رؤساء قبائلهم في دوائر سنوية بعيدا عن قطع الرؤوس والرجم والبتر أو أي عقوبات إسلامية. وقد اعترف هذا الظهير بالاستقلال، ورسم السياسة الفرنسية في المغرب تحت حكم المقيم الفرنسي العام هوبير ليوتي الذي وقع على الظهير الأول في 11 سبتمبر 1914.
تمثلت السمة الرئيسية لهذا الظهير في الحفاظ على الاستقلال التقليدي للبربر، في المقام الأول في المجال القانوني، من خلال فصلهم عن التشريع الإسلامي، واستمرارهم في الاحتكام إلى قانونهم العام . وقد طلب المقيم الفرنسي العام من السلطان يوسف التوقيع على الظهير أو النص التشريعي، مما أعطاه قوة القانون. وكانت النتيجة النهائية هي فصل بعض القبائل البربرية عن الشريعة الإسلامية، وجعل العديد من المحاكم البربرية خاضعة للولاية القضائية الفرنسية.
وفي 16 مايو 1930 صدر ظهير 16 مايو 1930 لأداء وظيفة مماثلة لظهير 11 سبتمبر 1914. وقد قوبلت بنود هذا الظهير الجديد ببعض المقاومة، ولا سيما المادة 6 التي تنص على أن المحاكمات الجنائية تخضع للمحاكم الفرنسية. تُرجم نص الظهير البربري الذي صاغته فرنسا إلى اللغة العربية قبل عرضه على السلطان المغربي،  وقد نبه المترجم عبد اللطيف الصبيحي القوميين في سلا إلى بنود الظهير البربري والتي رأوا فيها محاولة "لتقسيم الشعب المغربي"، وخاصة المادة 6. وفي 8 أبريل 1934 صدر ظهير آخر ينظم سير العدالة في قبائل العادات البربرية، وأعاد هذا المرسوم الوزاري للمحاكم الجنائية للبربر نفس سلطاتها السابقة، وإلغاء المادة 6 من الظهير البربري. 

## النتائج
أدى الظهير البربري إلى نشأة الحركة القومية المغربية المؤيدة للإسلام والقومية العربية، والتي قادت الاحتجاجات في مدن سلا والرباط وفاس وطنجة، وقد شكلت هذه المظاهرات أول رد فعل وطني منظم ضد الاحتلال الفرنسي وأدت إلى سحب الظهير البربري الفرنسي، ومهدت لصدور بيان الاستقلال في 11 يناير 1944.
وفي 28 أغسطس 1930، تجمع نحو مائة من القوميين العرب في منزل أحمد بن الحاج محمد لحرش في سلا حيث كتب المفتي بوبكر زنيبر عريضة مناهضة للظهير البربري لإرسالها إلى الصدر الأعظم المقري على يد وفد من مدينة سلا. حرص النشطاء المغاربة أيضًا على تمرير قضية الظهير البربري للصحافة العالمية والعربية؛ كما انتقدت إصدار الظهير البربري العديد من الشخصيات الدولية مثل الكاتب والمفكر اللبناني شكيب أرسلان الذي اعتبره دليلاً على محاولة الفرنسيين نزع الطابع الإسلامي عن المغرب.

## هوامش
1. 1 2  "الأمازيغية والملكية بالمغرب". مؤرشف من الأصل في 2018-12-02. اطلع عليه بتاريخ 2018-12-02.
2. ↑  مصطفى عنترة - رموز -وطنية- الأمس و-الظهير البربري نسخة محفوظة 18 أكتوبر 2017 على موقع واي باك مشين.
3. ↑  Miller, Susan Gilson. (2013). A history of modern Morocco. New York: Cambridge University Press. ISBN 978-1-139-62469-5. OCLC 855022840.